# Rhagopteryx bilineatus
Rhagopteryx bilineatus är en skalbaggsart som beskrevs av Ernst Gustav Kraatz 1899. Rhagopteryx bilineatus ingår i släktet Rhagopteryx och familjen Cetoniidae. Inga underarter finns listade i Catalogue of Life.